# Birkot hashajar
El birkot hasha'har (en hebreu ברכות השחר ,: "benediccions a l'aixecar-se" - literalment, "del matí") és un conjunt de benediccions que tots els jueus tenen el deure de recitar en aixecar-se, abans de dir les oracions del matí. El propòsit d'aquestes benediccions és donar les gràcies a Déu per haver pogut despertar-se del son, considerat com una forma de mort, i demanar-li la seva ajuda per al dia que ve. Són una forma de tornar a connectar-se amb el significat de les nostres vides, una guia entre la inconsciència del son i les responsabilitats del despertar.
L'ordre d'aquestes benediccions, tot i que s'esmenta en fonts jueves tradicionals, no s'ha registrat definitivament en els codis de la llei jueva i varia segons el llibre de pregàries utilitzat. Normalment es basa en l'ordre de les activitats habituals en aixecar-se. Tal almenys és la visió de Maimònides, seguida àmpliament pel món sefardita, mentre que altres segueixen la tracció d'Amram (el primer Gaon), i defensen una recitació en el seu ordre establert.
Les benediccions de l'aixecament (literalment "al matí"), segons fonts jueves.

## Detalls
Al Talmud, donen detalls:
En primer lloc, un jueu que acaba d'aixecar-se ha de recitar el famós Modé ani, que no és una benedicció, sinó un text breu en què el jueu agraeix Déu, "rei viu i existent", per retornar-li retornat la seva ànima "amb molta confiança". L'explicació d'aquest text és que, segons el judaisme, a cada home se li priva la seva ànima durant el son nocturn, i Déu torna la seva ànima a cadascun quan es desperta. Per tant, és una acció de gràcies entre els jueus.
Després arribem a la primera benedicció, que es recita a la mitsvà de netilat yadayim; en aixecar-se, tot jueu té el deure de rentar-se les mans, cosa que se suposa que li ha de purificar les mans. Es van produir dues explicacions principals per a aquesta ablució:
- 1a. Durant la nit, un ruach ra'a, un esperit maligne, regna sobre el món i sobre l'home, i durant el dia i en despertar, s'escapa d'aquests dos, deixant "restes" al final dels dits. Per tant, cal rentar-los per eliminar-lo completament i permanentment;
- 2n. I és molt probable que durant la nit les mans hagin tocat "llocs amagats" del cos humà (especialment quan es dorm nu), per la qual cosa es recomana rentar-se les mans abans de qualsevol estudi o qualsevol altra acció religiosa.

Com passa amb tots els mitzvos, recitem una benedicció sobre aquesta mitzva, que consisteix a rentar-se les mans.
Aleshores, se suposa que el jueu anirà a fer les seves necessitats (micció i defecació), abans de les seves oracions, perquè està prohibit resar quan cal anar a fer les necessitats. I és precisament després de fer les necessitats i haver-se rentat les mans de nou, que el jueu recita la segona benedicció, asher yatsar, en què agraeix Déu "que va crear l'home amb saviesa i va crear en ell diversos forats i diverses cavitats". Aquesta benedicció ens recorda que "si algú d'ells s'obre o es bloqueja, ens seria impossible viure ni una hora". Estaria bé detallar que aquesta benedicció es recita durant tot el dia i cada vegada que sortim del bany després de rentar-nos les mans.
Després d'aquesta benedicció, segueix un text en què el jueu recorda que la seva ànima pura no és realment seva, ja que és Déu qui la va crear i qui la va posar en ell, qui la prendrà durant la seva vida, mort i que el retornarà a la resurrecció dels morts. Aleshores el jueu reconeix la supremacia i l'eternitat de Déu.
Després d'això, segueix una llarga sèrie de benediccions en què el jueu beneeix Déu que: li dona la intel·ligència per distingir entre el dia i la nit, li permet veure, li permet moure's, li permet estar de peu, li dona què vestir, qui ha creat un terreny sòlid perquè l'home s'aguanti, qui li ha creat cames, que satisfà totes les seves necessitats, que envolta el poble jueu amb la seva força i que corona de glòria (simbolitzada pel kipa o barret), que el va crear jueu, que no el feia esclau i, segons el sexe, no el feia dona (per a homes) i ho feia segons la seva voluntat (per les dones). Aquesta benedicció resulta en una remodelació, però s'accepta perquè la dona té menys mitzvot (ordenances) que l'home.
I per raons místiques jueves, homes i dones de diferents comunitats, en particular comunitats de moviments poc ortodoxos (Masorti, conservador, reconstruccionista, liberal, conservador ...) afavoreixen la benedicció comuna a tots dos sexes: "Beneix-me, Senyor, que em vas crear segons la teva voluntat ”. Llavors beneïm Déu "que fa dormir els ulls de les cordes per dormir, ens taca les parpelles i mostra una gran amabilitat amb el poble jueu". Acabem amb una oració en què demanem a Déu que ens salvi de tot tipus de coses dolentes durant el dia.